# Хедвига
Хедвига је снежно бела сова, очију боје ћилибaра, коју је Хари добио за свој 11. рођендан од чувара земљишта на Хогвортсу, Хагрида. У седмој књизи Хедвигу је убио смртождер.